# Josefa Sabor
Josefa Emilia Sabor Riera (Villanueva de Arousa, 23 de novembre de 1916 – Buenos Aires, 11 de gener de 2012) va ser una bibliotecària i docent argentina d'origen espanyol. Referent internacional de la professionalització de la bibliotecologia argentina, va formar part de l'anomenada "generació del 40", que modernitza la bibliotecologia argentina i llatinoamericana.

## Biografia
Josefa Sabor va néixer en el municipi de Villanueva de Arousa, província de Pontevedra en 1916 durant un viatge familiar. Filla de Francisco Sabor i Carmen Riera, la seva família es va traslladar definitivament a Buenos Aires en 1918. Es va nacionalitzar argentina en 1937. Va ser germana de Celina Sabor de Cortazar, de María Ángeles Sabor Riera, i cunyada d'Augusto Raúl Cortázar. Coneguda amb el sobrenom de "Llavor".
Es va formar a l'Escola Normal N.º 3 de Mestres en 1934 i va prosseguir els seus estudis en la Facultat de Filosofia i Lletres de la Universitat de Buenos Aires, on es va rebre amb diploma d'honor de Professora secundària, normal i especial en Història (1939) i de Bibliotecària en 1947. Per mitjà d'una beca de la UNESCO va realitzar viatges d'estudi per Espanya, França, Itàlia, Alemanya i el Brasil entre 1958 i 1959. Posteriorment, en 1963, va rebre una beca del Departament d'Educació i Cultura dels Estats Units per a estudiar les tècniques d'ensenyament en deu universitats d'aquest país.
Va exercir com a directora de l'Institut Bibliotecològic de la Universitat de Buenos Aires (1943-1946), de la Biblioteca del Museu de Ciències Naturals de l'Argentina (1948-1952), de la Biblioteca Central de la Facultat de Filosofia i Lletres de la Universitat de Buenos Aires (1955-1964). Va ser fundadora i primera directora del Centre de Recerques Bibliotecològiques (actualment Institut d'investigacions Bibliotecològiques - INIBI) de la Facultat de Filosofia i Lletres, UBA (1967-1973), de la Biblioteca i del Departament de Publicacions de Centre Interamericà d'Habitatge de Bogotà dependent de l'Organització d'Estats Americans (1952-1953), Cap de la Divisió Bibliografia i Documentació del Departament Tècnic de la UNESCO a Buenos Aires (1956-1959). Entre 1960 i 1961 va ser vicedirectora de la Biblioteca del Congreso de la Nación i també experta de la UNESCO en temes d'assessorament de biblioteques en diversos països llatinoamericans.
Sabor va pertànyer a una generació de bibliotecaris anomenada per ella generació Romàntica però més coneguda com a Generació del 40, ja que molts d'ells estaven vinculats a l'Institut Bibliotecològic de la UBA, creat el 1941. Aquesta generació va ser l'encarregada de variar el paradigma de la bibliotecologia argentina, relacionant-la al corrent angloamericà en menyspreu del corrent europeu. Omar Lino Benítez, Ítalo Mettini, Emma Linares i Reinaldo J. Suárez són els principals noms d'aquesta generació que va tenir en Sabor la seva figura més rellevant.
Com a docent es va exercir com a directora organitzadora de l'Escola Nacional de Bibliotecaris de la Biblioteca Nacional de l'Argentina i en el dictat d'assignatures en la Universidad del Museo Social Argentino, en les càtedres de Referència, Bibliografia i Documentació de la Carrera de Bibliotecari de la Facultat de Filosofia i Lletres de la Universitat de Buenos Aires (1963-1973), sent en aquesta institució directora de l'Escola de Bibliotecaris (1955-1973) i de la carrera de Bibliotecologia encarregant-se de modificar i modernitzar el seu pla d'estudis (1965-1970), en la Universitat Central de Costa Rica, a l'Escola Interamericana de Bibliotecología de Medellín i a l'Escola de Bibliotecología de la Universidad Nacional de Asunción. Al seu retir de la docència, va exercir com a investigadora del CONICET.

## La seva obra
La producció de Sabor és extensa. Abasta llibres, capítols, més de 57 articles i ponències, i versa sobre bibliotecologia, bibliografia, ensenyament i història. En el camp de la bibliotecologia, especialment en l'àrea de referència, els seus textos han format a diverses generacions de bibliotecaris de parla hispana. Possiblement, la seva obra més important en aquest camp és el seu Manual de fuentes de información que va registrar tres edicions: 1957, 1967 i 1978. La professora Susana Romanos de Tiratel va expressar:
«Es tracta de la primera temptativa, en llengua espanyola, d'una guia d'obres generals de referència, compilada amb un rigor bibliogràfic que no ha estat superat fins avui i acompanyada d'un context històric que situa l'inici i presenta l'evolució dels diferents tipus de repertoris, de manera tal que, fins i tot en el present, pot utilitzar-se amb gran profit, perquè proporciona informació que no és fàcil de trobar sistematitzada i reunida en cap obra similar publicada amb posterioritat.»
Altres treballs rellevants en el camp bibliotecológico: En 1951 el capítol "El servicio de referencia" en el Manual de Bibliotecología editat per Kapeluz (successives reimpressions i una 2a edició), l'article "Argentina, librerias" en el volum 1 de la Encyclopedia of Library & Information Science editada per Allen Kent, Harold Lancour and Jay E. Daily (obra publicada per Dekker en 73 volums entre 1968-2003); Métodos de enseñanza de la Bibliotecología amb un estudi preliminar de Ricardo Nassif editat en 1968 per la UNESCO amb traduccions al francès i a l'anglès. Al costat de Lydia Haydée Revello van publicar la Bibliografía básica de obras de referencia de Artes y Letras para la Argentina que va editar el Fondo Nacional de las Artes.
En 1995 va publicar la seva última i més reeixida obra: Pedro de Angelis y los orígenes de la bibliografía argentina: ensayo bio-bibliográfico. L'obra va omplir un buit històric i bibliogràfic sobre el periodista, bibliògraf i editor Pedro de Angelis i consisteix en la monografia més completa i rigorosa sobre el napolità. El llibre va obtenir el primer Premi Academia Nacional de la Historia, 1991-1992 i el Primer Premi Nacional d'Història i Arqueologia, Producció 1994/1997, en 2004, Horacio González va qualificar a l'obra com un dels més importants llibres de la bibliotecologia argentina.
En 2006, en la conferència que anualment dona començament a les activitats de la Sociedad Científica Argentina, anuncia que aquesta exposició seria l'última i té per decisió el seu retir definitiu de tota activitat professional.
En el seu homenatge la Biblioteca Nacional de la República Argentina Mariano Moreno realitza anualment concursos de beques per a recerques que indaguin sobre el patrimoni de la institució, amb el nom de Sabor. L'any de la seva defunció, la Biblioteca de la Facultad de Filosofia i Lletres de la Universitat de Buenos Aires, la va homenatjar designant amb el seu nom una de les sales silencioses.